# Спиридон (Хури)
Митрополи́т Спиридо́н (араб. المتروبوليت اسبيريدون‎, в миру Сулейман Тума Якуб Эль-Хури, араб. سليمان توما يعقوب الخوري‎; род. 30 октября 1926, Уберландия, Бразилия — 14 сентября 2019, Дамаск) — епископ Антиохийской православной церкви, митрополит Захлийский и Баальбекский (Илиопольский и Селевкийский).

## Биография
Родился 30 октября 1926 в городе Уберландия в штате Минас-Жерайс в Бразилии, куда примерно в 1922 году переселился его отец, Тома Якуб Эль-Хури, со своей женой Хеленой Абдель Нур и другими людьми. У Сулеймана было 2 брата, Камил и Халил, сёстры Лорис, Лейлой и Джули. Семья жила в Бразилии до 1931 года, когда его отец предпочел вернуться в свой родной город Бенно из-за экономических трудностей.
В конце 1938 года он поступил в Баламандскую духовную семинарию. Начав обучаться богословию, взял себе имя Спиридон в честь мученика Спиридона. Перешел в православную школу «Аль-Асия» в Дамаске, где продолжил учебу до конца 1941 года, затем отправился в монастырь Святой Таклы в сирийском городе Маалула и поселился там до конца 1942 года, а затем продолжил учебу в православной школе Гассания в Хомсе.
Осенью 1948 года Патриарх Александр III отправил его в Париж изучать богословие и философию в Свято-Сергиевском богословском институте в Париже, который он окончил защитив диссертацию «Иудейско-христианские источники, Писания евангелиста Луки в первых трех главах его Евангелия и Деяний апостолов». Находясь в Париже, он также поступил в Национальную школу современных восточных языков, изучая русский язык и литературу в течение трех лет.
В начале 1956 года он принял управление Баламандской духовной семинарией и был рукоположен Патриархом Александром III в диакона в монастыре Богоматери Сайдна. В марте того же года он был рукоположен в сан священника в Церкви святой Марии в Дамаске для служения приходу в городе Мармарита в Долине христиан. В апреле 1956 года возведён в сан архимандрита митрополитом Хомским Александросом (Юхой). Служил на приходн в Мармарите около девяти месяцев и не только выполнял свои духовные обязанности, но и перешел на социальное служение и основал «Женскую благотворительную ассоциацию», действовавшую в области церковной и гуманитарной деятельности. В конце 1958 года патриарх Александр III поручил ему заботу и служение церкви «Богоматерь Аль-Ная» в Александрии, куда он переехал в декабре того же года и оставался служить этой церкви и её пастве в течение пяти лет.
В начале 1964 года по просьбе патриарха Феодосия он вернулся в Баламанд, чтобы преподавать в Баламандской духовной семинарии.
В начале 1964 года митрополит Триполийский Илия (Курбан) назначил его протосинкеллом своей епархии.
26 сентября 1966 года был рукоположен во епископа с возведением в достоинство митрополита Захлийского и Баальбекского (Илиопольского и Селевкийского).
В 2003 году посетил США и заручился поддержкой местных верующих Антиохийской Церкви в деле перестройки Никольского кафедрального собора и епархиальной канцелярии в Захле.
26 июня 2015 года Священный Синод Антиохийской православной церкви, заслушав прошедшие митрополита Спиридона о почислении его на покой ввиду «невозможности продолжать свою пастырскую деятельность из-за преклонного возраста». Синод принял его отставку, поблагодарив его усилия за долгое, верное и плодотворное управление епархией.
Скончался 14 сентября 2019 года в Дамаске в возрасте 93 лет. 17 сентября того же года Патриарх Антиохийский Иоанн X возглавил его отпевание и похороны, на которых присутствовали представитель президента Ливана Мишель Аун, премьер-министр Саад Харири, заместитель спикера парламента Ливана Элия Ферзли.